# The Lamb (poesia)

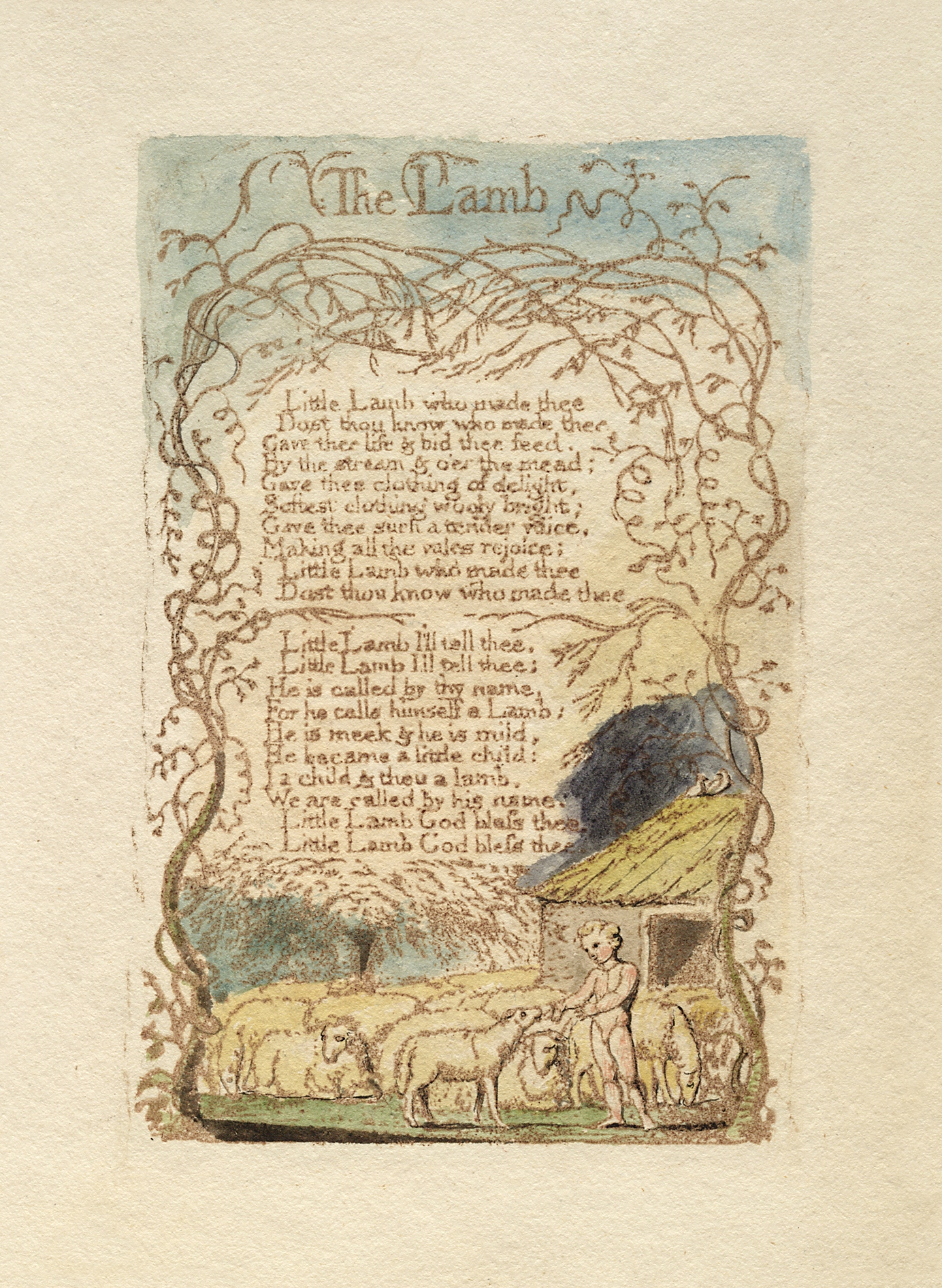
The Lamb, 1794

The Lamb (L'Agnello) è una poesia del poeta e incisore inglese William Blake; è una delle poesie più note tra quelle della raccolta Songs of Innocence.

## Testo
| Originale (in lingua inglese) | Traduzione |
| --- | --- |
| Little Lamb, who made thee? Dost thou know who made thee? Gave thee life, and bid thee feed By the stream and o'er the mead; Gave thee clothing of delight, Softest clothing, woolly, bright; Gave thee such a tender voice, Making all the vales rejoice! Little Lamb, who made thee? Dost thou know who made thee? Little Lamb, I'll tell thee, Little Lamb, I'll tell thee: He is called by thy name, For He calls Himself a Lamb. He is meek, and He is mild; He became a little child. I a child, and thou a lamb, We are called by His name. Little Lamb, God bless thee! | Agnellino, chi ti fece? Sai chi ti fece? Ti diede la vita, e ti disse di nutrirti Dal ruscello e sopra il prato; Ti diede un vestito di delizia, Il più morbido vestito, di lana, chiaro; (Chi) Ti diede una così tenera voce, da fare gioire tutte le valli! Agnellino, chi ti fece? Sai chi ti fece? Agnellino, te lo dirò, Agnellino, te lo dirò: Egli è chiamato col tuo nome, Poiché Egli Si chiama Agnello. Egli è mite, ed Egli è buono; Divenne un piccolo bambino. Io un bambino, e tu un agnello, Siamo chiamati col Suo nome. Agnellino, Dio ti benedica! |

## Analisi
The Lamb si compone di venti versi, tutti settenari, ripartiti in due strofe che rispondono allo schema metrico AA-BB-CC-DD EE (couplets). Il testo del poema si apre con due assillanti domande retoriche, con cui Blake si chiede le origini dell'agnello, cui chiede: «Little Lamb, who made thee? / Dost thou know who made thee?». L'agnello è un archetipo che appartiene alla simbologia cristiana, dove allude all'innocenza, alla purezza, e infine alla crocifissione di Gesù, atta a liberare gli uomini dalla schiavitù del peccato; l'«agnello di Dio», infatti, si trova nell'Esodo (29, 38), in Isaia (53, 17) e nel Vangelo di Giovanni (1, 29), dove in particolare è qualificato dall'epiteto di «colui che toglie i peccati dal mondo».
Blake, dunque, domanda all'agnello se è a conoscenza dell'identità del suo creatore, di colui che lo ha cresciuto in uno scenario di tale quiete idilliaca, di colui che gli ha donato un manto così morbido, chiaro, e una voce così tenera; egli pone questi interrogativi con il candore tipico di un bambino, del quale tenta di emulare la fede semplice e spontanea. In tal senso, l'agnello è diametralmente opposto all'inquietante figura della tigre di The Tyger che, ciononostante, esiste solo come controparte dell'agnello, così come quest'ultimo comporta necessariamente la presenza della tigre.
Nei versi successivi, cadenzati come se fossero una filastrocca, Blake risponde alle domande che si era posto poc'anzi: il creatore dell'agnello è colui che è «chiamato col [suo] nome», ovvero Gesù Cristo, in riferimento al sintagma precedentemente accennato. Nel verso 17, addirittura, il poeta sposta l'attenzione su di sé, affermando di essere egli stesso un fanciullo, innocente e puro come l'agnello. Secondo Blake, infatti, i bambini sono l'archetipo di uno stato ideale non ancora corrotto, essendo vivificati da un'innocenza intatta e dal potere creativo dell'immaginazione, per poi essere contaminati dall'«esperienza» e divenire adulti.
In questa poesia, infine, Blake utilizza un lessico povero di latinismi e termini aulici, ma denso di arcaismi («thee», «dost», «thou», «thy»), e un ritmo concitato ed incalzante, basato sull'impiego di un andamento paratattico, con poche subordinate.